# Émilie Cizaletti-Gosselin
Pour les articles homonymes, voir Gosselin.
Émilie Cizaletti-Gosselin, née le 3 mars 1866 à Paris, ville où elle est morte le 2 décembre 1943, est une décoratrice sculptrice sur bois et sur métaux.

## Biographie
Fille d'un restaurateur, Emilie Gosselin naît le 3 mars 1866 dans le 2e arrondissement de Paris. Elle épouse le 6 avril 1916 le peintre italien Humbert Cizaletti.
Élève de Marie Bermond et d'Antoine Bourdelle, elle expose à la rétrospective du Salon des indépendants de 1926 un paravent cuivre repoussé et un bois sculpté représentant une tête de Christ ainsi qu'une vitrine contenant des bracelets, colliers, broches, boucles et bagues en argent et topaze et une couverture de livre en bois sculpté.
En 1928, toujours aux Indépendants, elle présente une vitrine avec des bijoux travaillés.
Elle meurt le 2 décembre 1943 au sein de la Cité internationale universitaire de Paris dans le 14e arrondissement, et, elle est inhumée au Cimetière du Montparnasse (27e division).